# حصن الدحملي
حصن الدحملي هو حصن تاريخي يقع في قرية المسقوفة إحدى قرى مديرية صباح بمحافظة البيضاء اليمنية. يعود تاريخ الحصن إلى القرن الثامن عشر خلال التواجد العثماني في اليمن. شيده الشيخ الدحملي وهو أول من بنى قرية المسقوفة وسكن بها، ويتميز الحصن بجسر يربطه بالقرية كان يمد من داخل الحصن في الصباح ويسحب إلى الداخل في المساء. يطل الحصن على مساحات واسعة من مديرية الرياشية ومدينة دمت.